# Serga (Ufa)
Die Serga (russisch Серга́) ist ein rechter Nebenfluss der Ufa in der Oblast Swerdlowsk im europäischen Teil Russlands.
Sie entspringt im Mittleren Ural. Sie fließt zuerst in nördlicher Richtung. Bei Werchnije Sergi wendet sie sich nach Westen, passiert Nischnije Sergi, und fließt anschließend in weiten Schlingen nach Süden. Sie durchfließt den See Michailowski Prud und mündet schließlich bei Michailowsk rechtsseitig in die Ufa. Die Serga hat eine Länge von 113 km und entwässert ein Areal von 2170 km². Die Serga wird zum Rafting genutzt.